# Shinobu Ikeda
Shinobu Ikeda (jap. 池田 司信 Ikeda Shinobu; ur. 5 stycznia 1962) – japoński piłkarz, reprezentant kraju.

## Kariera klubowa
Od 1980 do 1992 roku występował w klubach: Nissan Motors i Matsushita Electric.

## Kariera reprezentacyjna
W reprezentacji Japonii zadebiutował w 1985.

## Statystyki
| Reprezentacja Japonii | Reprezentacja Japonii | Reprezentacja Japonii |
| Rok                   | Mecze                 | Gole                  |
| --------------------- | --------------------- | --------------------- |
| 1985                  | 1                     | 0                     |
| Razem                 | 1                     | 0                     |